# جاريد فيمس
جاريد فيمس (بالإنجليزية: Jarrid Famous)‏ مواليد 16 يوليو 1988 في ذا برونكس، هو لاعب كرة سلة أمريكي. بدأ مسيرته الاحترافية في سنة 2011. يلعب في دوري بورتوريكو لكرة السلة كلاعب وسط. يحمل الرقم 31. يبلغ طوله 6 قدم 11 بوصة (2.1 م).

## المسيرة الاحترافية
لعب مع آيوا إنرجي في موسم 2011–2012، ثم لعب مع فورت واين ماد أنتس في سنة 2012، ثم لعب مع ميرالكو بولتز في سنة 2012، ثم لعب مع سان ميغيل بيرمن في سنة 2012، ثم لعب مع لوس أنجلوس ديفيندرز في موسم 2012–2013، ثم لعب مع آيوا إنرجي في سنة 2013.

## روابط خارجية
- جاريد فيمس على موقع سبورتس رفرنس (الإنجليزية)
- جاريد فيمس على موقع كرة السلة الأوروبية.كوم (الإنجليزية)
- جاريد فيمس على موقع كلية كرة السلة في سبورتس رفرنس.كوم (الإنجليزية)
- جاريد فيمس على موقع ريلجم (الإنجليزية)
- جاريد فيمس على موقع بروبوليرز (الإنجليزية)
- جاريد فيمس على موقع سبورتس رفرنس (الإنجليزية)
- جاريد فيمس على موقع سبورتس رفرنس (الإنجليزية)